# Arthur Ashkin
Arthur Ashkin (2. září 1922 Brooklyn, New York, Spojené státy americké – 21. září 2020 Rumson, New Jersey, Spojené státy americké) byl americký vědec a nositel Nobelovy ceny, který pracoval v Bellových laboratořích a společnosti Lucent. Ashkin je mnohými považován za otce optické pinzety, za což mu byla v roce 2018 udělena Nobelova cena za fyziku. Tuto cenu obdržel ve věku 96 let, což z něj dělalo až do roku 2019, kdy byl oceněn John B. Goodenough ve věku 97 let, nejstaršího nositele Nobelovy ceny. Žil ve městě Rumson ve státě New Jersey.
Ashkin začal pracovat na manipulaci s mikročásticemi pomocí laserového světla koncem 60. let a v roce 1985 vynalezl optickou pinzetu.

## Mládí a rodina
Ashkin se narodil v roce 1922 v Brooklynu v New Yorku do ukrajinsko-židovské rodiny. Jeho rodiče byli Isadore a Anna Ashkinovi. Měl dva sourozence, bratra Julia, rovněž fyzika, a sestru Ruth. Jedna starší sestra, Getruda, zemřela v mládí. Isadore emigroval do Spojených států amerických z Oděsy (Ruské impérium, nyní Ukrajina) ve věku 18 let. O pět let mladší Anna pocházela z Haliče (Rakousko-Uhersko, dnešní Ukrajina). Během deseti let získal Isadore americké občanství a provozoval zubní laboratoř na Manhattanu.
Ashkin se na Cornellově univerzitě seznámil se svou ženou Aline. Měli tři děti a pět vnoučat. Aline byla učitelkou chemie na Holmdel High School a jejich syn Michael je profesorem na Cornellově univerzitě.

### Vzdělání
Ashkin absolvoval brooklynskou James Madison High School v roce 1940. Poté navštěvoval Kolumbijskou univerzitu. Do rezerv Armády Spojených států amerických vstoupil 31. července 1945. Pracoval v laboratoři Kolumbijské univerzity.
V roce 1947 získal titul BS z oblasti fyziky na Kolumbijské univerzitě. Poté navštěvoval Cornellovu univerzitu, kde studoval jadernou fyziku. Bylo to v době Projektu Manhattan, jehož se úspěšně účastnil i jeho bratr Julius. Arthur Ashkin se tak seznámil s Hansem Bethem, Richardem Feynmanem a dalšími, kteří v té době působili na Cornellově univerzitě.
V roce 1952 získal titul PhD na Cornellově univerzitě a poté odešel pracovat do Bellových laboratoří na žádost a doporučení Sidneyho Millmana, který byl Ashkinovým nadřízeným na Kolumbijské univerzitě.

## Kariéra
V Bellových laboratořích pracoval Ashkin přibližně do roku 1960 až 1961 a poté přešel k výzkumu laserů. Jeho výzkum a publikované články se v té době týkaly nelineární optiky, optických vláken, parametrických rezonancí a parametrických zesilovačů. V 60. letech se v Bellových laboratořích podílel na objevu fotorefrakčního jevu v piezolektrickém krystalu.
Z Bellových laboratoří odešel do důchodu v roce 1992 po 40 letech kariéry, během níž se podílel na výzkumu experimentální fyziky. V průběhu let byl autorem mnoha výzkumných prací a držitelem 47 patentů. V roce 1984 byl zvolen do Národní akademie inženýrství Spojených států amerických a v roce 1996 do Národní akademie věd Spojených států amerických. V roce 2013 byl zařazen do Národní síně slávy vynálezců. V práci pokračoval ve své domácí laboratoři.
Ashkinova práce se stala základem práce Stevena Chua o ochlazení a zachycování atomů, za kterou Chu získal v roce 1997 Nobelovu cenu za fyziku.

### Nobelova cena
Dne 2. října 2018 mu byla udělena Nobelova cena za fyziku za jeho práci o optické pasti. Ashkinovi byla udělena polovina ceny a o druhou polovinu se podělili Gérard Mourou a Donna Stricklandová za práci na chirped pulse amplification.
Tuto cenu obdržel ve věku 96 let, což z něj dělalo až do roku 2019, kdy byl oceněn John B. Goodenough ve věku 97 let, nejstaršího nositele Nobelovy ceny. Ashkin zemřel 21. září 2020 ve věku 98 let.